# Nazywam się Nobody
Nazywam się Nobody (wł. Il mio nome è Nessuno, fr. Mon nom est Personne, niem. Mein Name ist Nobody) – włosko-francusko-zachodnioniemiecki komediowy spaghetti western z 1973, w reżyserii Tonino Valeriiego. Film jest znany ze swojego unikalnego połączenia humoru, satyry i konwencji klasycznego westernu, a także z występu Henry’ego Fondy, który zagrał w nim u boku młodszego gwiazdora, Terrence’a Hilla.

## Fabuła
Nobody (Terrence Hill), spotyka legendarnego rewolwerowca, Jacksona (Henry Fonda). Wkrótce okazuje się, że Nobody ma własne plany, w których chce wykorzystać Jacksona jako pomocnika w swojej misji. Film śledzi ich wspólną podróż przez niebezpieczne tereny, gdzie stają nie tylko w obliczu licznych bandytów, ale także konfrontują się z własnym przeznaczeniem.
Postać Nobody, balansująca na granicy parodii, zdecydowanie odbiega od typowego bohatera westernowego. Jest bystry, sprytny, a jednocześnie pełen humoru i lekceważący zagrożenia, które go otaczają. W trakcie filmu twórcy bawią się konwencjami gatunku, wprowadzając elementy komediowe, które łamią tradycyjny obraz brutalnego Dzikiego Zachodu.

## Obsada
- Terence Hill – Nobody
- Roger Browne – Nobody (głos)
- Henry Fonda – Jack Beauregard
- Jean Martin – Sullivan
- R.G. Armstrong – Uczciwy John
- Karl Braun – Jim
- Leo Gordon – Red
- Steve Kanaly – fałszywy fryzjer
- Geoffrey Lewis – Finto
- Neil Summers – Westerner
- Piero Lulli – szeryf
- Mario Brega – Pedro
- Marc Mazza – Don John
- Benito Stefanelli – Porteley
- Tommy Polgár – Juan
- Alexander Allerson – Rex
- Rainer Peets – Big Gun
- Antoine Saint-John – Scape
- Neil Summers – Squirrel
- Angelo Novi – fryzjer
- Jess Hill – syn fryzjera
- Franco Angrisano – Ferroviere
- Renato Pinciroli – telegrafista
- Carla Mancini – matka[3]

## Spuścizna
Film zainspirował kolejne pokolenia twórców filmów o Dzikim Zachodzie, którzy w swoich dziełach starali się łączyć elementy parodii z klasycznym westernem. Chociaż sam film nie odniósł spektakularnego sukcesu kasowego w Stanach Zjednoczonych, jego wpływ na kulturę filmową był odczuwalny przez długie lata.
Chociaż Nazywam się Nobody bywa określany jako swoiste pożegnanie z gatunkiem, nie był on dosłownie ostatnim spaghetti westernem. Produkcja spaghetti westernów trwała jeszcze w latach 70., jednak z coraz mniejszym rozmachem i zainteresowaniem widzów. Film wyróżnia się jednak jako jedno z ostatnich dużych dzieł tego stylu, współtworzonych przez uznanych twórców, takich jak Sergio Leone i Ennio Morricone, który skomponował muzykę.